# Sturmia rubriscutellatus
Sturmia rubriscutellatus là một loài ruồi trong họ Tachinidae.